# 松谿
松谿（しょうけい、生没年不詳）は、室町時代中期の画僧、画家。

## 経歴・人物
永享頃の人物。宋末期から元初期の僧牧谿の画風を学び、水墨の観音像を能くした。宅磨派の画僧宅磨俊賀の子孫との説もある。代表作に「湖山小景図」、「山水図」。